# Chausseemeile
Die Chausseemeile war ein Längenmaß und in verschiedenen Staaten von unterschiedlichem Maß. Das Maß wurde als Abstandsmaß zwischen den Chaussee-Stundensäulen genutzt. Im Königreich Bayern war beispielsweise die Chausseemeile neu 13.000 und alt 26.000 bayrische Fuß bis dann die Stunde als Entfernung etwa 12.710 bayrische Fuß zwischen zwei Säulen festgelegt wurde.
- Bayern 1 Chausseemeile = 2 Chausseestunden = 22.826,6 Pariser Fuß = 25.421,6 Fuß (bayer.) = 7415,5 Meter
  - 1 Fuß (bayr.) = 129,38 Pariser Linien = 0,898672 Pariser Fuß = 0,29186 Meter[1]

Weitere Chausseemeilen
- Böhmen 1 Chausseemeile = 21.270 Pariser Fuß
- Dänemark 1 Chausseemeile = 23.197,2 Pariser Fuß
- Deutschland (alt) 1 Chausseemeile = 13.722,1 Pariser Fuß